# René Marcelin
René Marcelin (12 de junio de 1885 - 24 de septiembre de 1914) fisicoquímico francés, que murió precozmente durante la Primera Guerra Mundial. Fue alumno de Jean Perrin en la Facultad de Ciencias de París y realizó estudios teóricos en el campo de la Cinética química, sobre la velocidad de las reacciones.

## Obra
Demostró que en la expresión de la constante de velocidad de la ecuación de Arrhenius, además del término de energía de activación, debía haber un término de entropía de activación. Desarrolló su tesis sobre las velocidades de reacción absolutas, en la que describió los fenómenos dependientes de la activación como el movimiento de puntos representativos en el espacio. Usó por vez primera el término superficie de energía potencial
También desarrolló trabajos sobre láminas superficiales pero sus resultados sólo pudieron ser publicados tras su muerte por su hermano André en 1918.